# مدیریت چرخه آب
مدیریت چرخه آب شامل تمامی مواردی می‌شود که مربوط به برنامه ریزی، گسترش استراتژی، تصمیمات عملی و مرحله‌ای برای استفاده حداکثری از چرخه آب به منظور دستیابی به اهداف انسانی یا محیط زیستی هستند. این اصطلاح در سازمان‌های مختلف، مدیریت بخش‌های مختلفی را در زیر مجموعه‌های مختلف کلیت چرخه آب در بر می‌گیرد. در استرالیا این اصطلاح به معنای کلی آب شیرین و بازیافت آب از فاضلاب به کار می‌رود. در جاهای دیگر این اصطلاح بیشتر معنایی تاریخی در رابطه با چرخه آب می‌دهد. 
مدیریت چرخه آب یک رویکرد چند رشته ای است که با تمامی تصمیمات برنامه ای، توسعه ای، عملیاتی و تاکتیکی که بر روی چرخه آب اثرگذار هستند ارتباط دارد. از همه مهمتر اینکه مدیریت چرخه آب با این منظور انجام می شود تا از در دسترس بودن آب پاک برای مصارف بخصوص و رهاسازی ایمن آب تصفیه شده در طبیعت اطمینان حاصل گردد. در محیط زیست بکر و دست نخورده، آب در یک چرخه طبیعی قرار دارد و در هر مرحله از چرخه برای عموم طبیعت  قابل استفاده می باشد.
با مداخله بشر، چرخه طبیعی آب مختل می شود. در مناطق کشاورزی شهری، رواناب بعضی از اشیا و موادی را که ممکن است با روش های تصفیه طبیعی، پاکسازی نشوند جمع آوری می کند. بعلاوه، اگر "فاضلاب" خانوارها و صنعت به طور صحیح تصفیه نشود می تواند برای طبیعت بسیار مضر باشد. 
مدیریت چرخه آب، برای تحقق اهداف انسانی و محیطی در شاخه های مختلف علوم زیست‌محیطی و مهندسی استفاده می شود. به طور کلی، مدیریت چرخه آب می تواند به شش زیرشاخه تقسیم شود: هواشناسی، آب شناسی، مدیریت منابع آب، مهندسی آب، حفاظت آب و پایش محیط زیست. اخیرا، توزیع نابرابر کمیت و کیفیت آب شیرین در سراسر جهان باعث شده است جنبه های اجتماعی- اقتصادی نیز در مدیریت چرخه آب مورد توجه قرار گیرند.

## هواشناسی و آبشناسی
هواشناسی بر پیش بینی ‌آب و هوا متمرکز است؛ درحالی که آب شناسی بر حرکت، توزیع و مدیریت آب تمرکز دارد. آب شناسی و هواشناسی در شاخه ای به نام هیدرومتئورولوژی تجمیع می شوند. تمرکز اصلی هیدرومتئورولوژی بر روی انتقال آب و انرژی بین سطح زمین و پایین ترین لایه اتمسفر می باشد.[2] یک آب شناس از پیش بینی بارش توسط هواشناس استفاده می کند تا  اثر آن بارش را بر روی یک منطقه خاص با مدل ریاضی، بررسی نماید. برای کاهش اثرات بارندگی بر مدیریت چرخه آب، از خروجی این مدل ها استفاده می شود.

## مدیریت منابع آب
مدیریت منابع آب یک زیرشاخه از مدیریت چرخه آب است که بر استفاده از منابع آب شیرین متمرکز است. آب شیرین یک منبع محدود است و در سطح جهانی و حتی سطح محلی، غیر یکنواخت توزیع شده است و توسط مردم، صنعت، کشاورزی، طبیعت، و غیره مصرف می شود. مدیریت موفق منابع آب شیرین نیازمند دانش گسترده در مورد تقاضا، منابع و ظرفیت، فناوری موجود و فاکتورهای هیدرومترولوژیک و عوامل سیاسی است. اخیرا،  همه این رشته ها تجمیع شده و مدیریت یکپارچه منابع آب (IWRM)  را بوجود آورده است؛ زیرا دیگر این مسائل به تنهایی توسط متخصصان آب یا دستگاه‌های متولی آب قابل حل نیستند. بعلاوه، برخی چالش های اصلی نیز  به علت گرم شدن زمین بوجود آمده است. این چالش ها تردید هایی در مورد توزیع کیفیت و کمیت آب شیرین بوجود می آورد که به مشکلات اجتماعی- اقتصادی بیشتری منجر می شود. برای غلبه بر این مشکل، در آینده مدیریت منابع آب باید از روش های "پیش بینی و کنترل" کنونی به "رویکرد یادگیری" تغییر یابد.

## مهندسی آب
مهندسی آب یک رشته مهم است که هدف آن تأمین آب پاک، همچنین تأمین ایمنی و سلامت آب است و می تواند در هر مرحله از چرخه آب کاربرد داشته باشد. مهندسی آب می تواند به زیرگروههای بیشتری تقسیم شود: مهندسی سازه آب، تصفیه آب و تصفیه فاضلاب. مهندسی سازه آب شامل ساختن، تعمیر و حفظ سازه هایی است که منابع آب را کنترل می کند. در مدیریت چرخه آب، مهمترین سازه ها،  مخازن، سدها، فاضلاب ها و ایستگاههای پمپاژ می باشند. همه آنها جزیی از مسیر طبیعی آب هستند. 
در  مدیریت چرخه آب استفاده از پساب تصفیه شده نسبت به سازه های استاتیک مثل سدها مهمتر است. هرگونه فرآیندی برای حذف آلاینده ها از آب به منظور بهبود کیفیت آن، تصفیه آب محسوب می شود. آب تصفیه شده می تواند به عنوان آب آشامیدنی برای خانوارها و منبعی برای مصارف صنعتی یا کشاورزی اختصاص یابد و روش تصفیه به هدف استفاده نهایی بستگی دارد. همچنین، تصفیه آب برای بازگشت آب سالم  و مطمئن به محیط زیست استفاده می شود. تصفیه فاضلاب از نظر مفهومی نسبتا شبیه مدیریت آب است، اما مربوط به  فاضلاب ایجاد شده از مصارف انسانی است که فاضلاب خانوارها و فاضلاب های صنعتی را شامل می شود. هدف تصفیه فاضلاب، پاکسازی فاضلاب و در دسترس قرار دادن آن برای استفاده مجدد در چرخه آب است. فاضلاب با چندین روش از جمله پاکسازی شیمیایی، استفاده از باکتری ها، فرآیندهای بیولوژیکی و روش های ضدعفونی با استفاده از UV، تصفیه می شود. با وجود روش های گسترده تصفیه، مقادیر قابل توجهی از مواد مضر مثل مواد دارویی به محیط زیست و چرخه آب بازگشته است.

## حفاظت آب

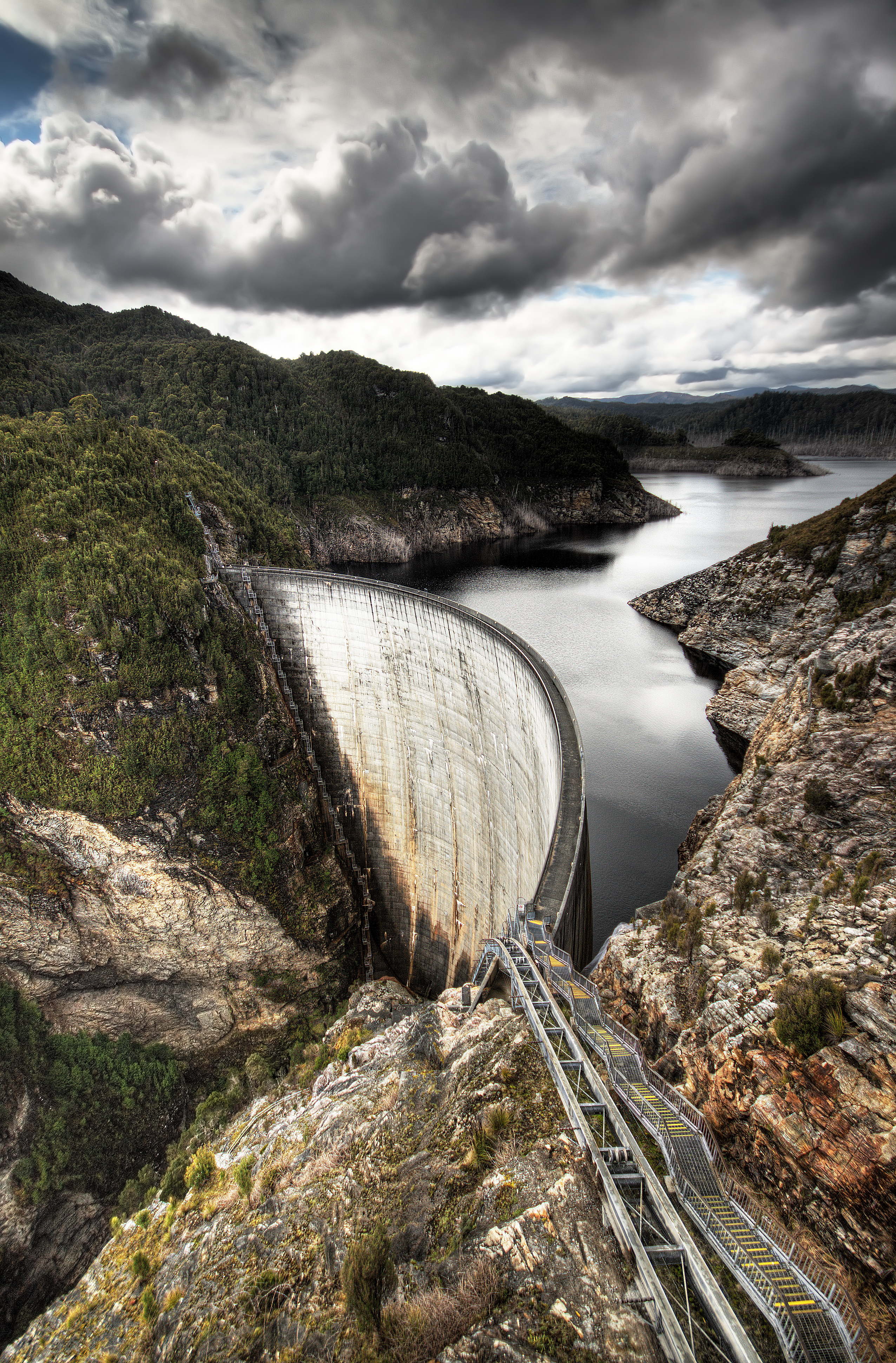
سد گوردون، پارک ملی جنوب غربی، تاسمانی، استرالیا.

افزایش جمعیت نیازمند مدیریت پایدار هیدروسفر می باشد. در حال حاضر و در آینده تقاضا برای آب شیرین باید برآورده شود. یک فاکتور مهم در این افزایش تقاضا، تغییر آب و هوا است. کشورها با استفاده از سیاست های مدیریتی حفاظت آب می توانند در دسترس بودن آب را برای نسل های آینده ، تضمین کنند؛ مصرف انرژی را کاهش دهند؛ زیستگاه آب شیرین برای حیات وحش محلی و پرندگان مهاجر را حفظ کنند و کیفیت آب را برای ساکنان آن تضمین نمایند. فعالیت های کلیدی در مورد حفاظت آب عبارتند از: کاهش هدررفت آب، کاهش استفاده و اتلاف منابع آب، جلوگیری از افت کیفیت آب و بهبود شیوه های مدیریتی مصرف بهینه.

## پایش محیط‌زیست
برای اطمینان از رعایت اصول مدیریت چرخه آب و بهبود آن، باید از پایش زیست‌محیطی برای تأمین اطلاعات و روندهای اثرات سیاست هایی که در مدیریت چرخه آب بکار گرفته می‌شوند بر روی اکوسیستم ها و پوشش های گیاهی جانوری حساس استفاده کرد؛ مانند پایش اثر کاهش جریان های آبی بر روی تخم ریزی و فعالیت ماهی آزاد.